# Мэтсон, Майкл
Майкл Уо́ллес Мэ́тсон (англ. Michael Wallace Matheson; 27 февраля 1994, Пойнт-Клэр, Квебек, Канада) — канадский профессиональный хоккеист, защитник клуба НХЛ «Монреаль Канадиенс». Чемпион мира 2016 года в составе сборной Канады.

## Игровая карьера
Мэтсон начал свою юниорскую карьеру в лиге Квебек Миджет ААА, выступая за клуб «Лак Сент-Луис Лайонс», где играл с 2009 по 2011 год. Затем Мэтсон перешёл в клуб «Дюбук Файтинг Сентс» из USHL, где он стал лидером среди защитников по набранным очкам в сезоне 2011/12. Позже он играл за «Бостон Колледж» в NCAA. 30 апреля 2012 года Мэтсон принял решение остаться в «Бостон Колледж» ещё на один сезон. 8 мая стал капитаном команды на сезон-2014/15.
По завершении сезона 2014/15 Мэтсон подписал контракт новичка с «Флоридой Пантерз». Летом 2016 года продлил контракт на 8 лет, начиная с сезона 2018/19, на 39 млн долларов.

## Статистика
| Легенда | Легенда                    | Легенда | Легенда                   | Легенда | Легенда    |
| ------- | -------------------------- | ------- | ------------------------- | ------- | ---------- |
| И       | Количество проведённых игр | Штр     | Штрафное время            | +/−     | Плюс-минус |
| Г       | Голы                       | П       | Голевые передачи          | О       | Очки       |
| -       | Статистика неизвестна      | —       | Статистика не учитывалась |         |            |

## Награды и достижения
| Награда                               | Год  | Прим. |
| ------------------------------------- | ---- | ----- |
| Международные                         |      |       |
| Чемпион мира                          | 2016 |       |
| Лучший защитник чемпионата мира       | 2016 | [ 6 ] |
| Символическая сборная чемпионата мира | 2016 | [ 7 ] |